# Бетховенская выставка
Бетховенская выставка (нем. Beethovenausstellung) — XIV выставка Венского сецессиона, посвящённая немецкому композитору Людвигу ван Бетховену и проходившая с 15 апреля по 27 июня 1902 года в венском Доме сецессиона. Специально для этой выставки Густав Климт подготовил «Бетховенский фриз». Вступительную статью для каталога выставки написал Эрнст Штёр.
Венские сецессионисты приняли решение посвятить свою очередную выставку чрезвычайно популярному в Вене на рубеже веков Бетховену, в котором они сами видели дух времени, несущий эстетический подъём, олицетворение социальных утопий, творческий пафос, культ гениальности, безграничность возможностей и новаторскую волю: Бетховен был выраженным индивидуалистом, первым независимым «свободным» композитором, которому искусство позволяло не просто выжить, но и обеспечивать себе высокий уровень жизни. В течение первых четырёх лет выставки Венского сецессиона имели целью познакомить венскую публику с произведениями зарубежного современного искусства и без цензурных ограничений представить собственное творчество. Бетховенская выставка стала для Венского сецессиона первой, в которой все виды искусства в соответствии с концепцией гезамткунстверка были последовательно подчинены единой ведущей идее ради достижения целостного воздействия на посетителей. Архитектура Йозефа Хоффмана, тематически подобранные произведения изобразительного искусства, тексты в журнале Ver Sacrum и дидактические материалы должны были образовать единое целое вокруг полихромного скульптурного портрета композитора. 
В 1901 году венским сецессионистам удалось заручиться согласием на участие в своей выставке глубоко почитаемого ими художника из Лейпцига Макса Клингера, страстного почитателя творчества Бетховена, ещё в 1880-х годах задумавшего создать монументальный портрет композитора. Ещё на стадии планирования у Клингера уже была готова первая гипсовая модель скульптуры Бетховена. Конечный вариант работы Клингера представляет собой трёхметровую фигуру композитора, выполненную из мрамора с греческого острова Сирос, тирольского алебастра, пиренейского мрамора, янтаря, слоновой кости, стекла, агата, яшмы, перламутра, золотой фольги и бронзы.